# Scleria dregeana
Scleria dregeana är en halvgräsart som beskrevs av Carl Sigismund Kunth. Scleria dregeana ingår i släktet Scleria och familjen halvgräs. IUCN kategoriserar arten globalt som livskraftig. Inga underarter finns listade i Catalogue of Life.